# 俺たちパープリン
俺たちパープリンはMRTラジオにて1993年4月5日〜1998年4月3日まで放送されていた深夜ラジオ。

## 概要
『ぶっとび!うまか族』（ハウス食品一社提供）の後継番組としてスタート。
パーソナリティは岡本憲明。寄せられたはがきや、留守番電話など前番組でも取り上げられていた構成がされていた。
はがきの投稿内容や留守番電話のメッセージは下らないものが多かったが、それが番組を盛り上げており、特に中高生に人気を集めた。
「安楽仏壇店」と言うペンネームのインパクトの強いネタを投稿する名物リスナーが生まれ、リスナーの間では伝説と化していて番組を語る上では外せない人物となっている。
当初は月曜日から金曜日までの15分番組だったが、1995年10月に直後の番組『MRT22ナビゲーション』の枠を吸収し、平日の30分番組に。その後1996年10月からは若干短縮し、20分〜25分の番組となった。

## 放送時間
1993年4月5日 - 1995年9月
月曜日-金曜日 23:30 - 23:45
1995年10月 - 1996年3月
月曜日-金曜日 23:30 - 24:00
1996年4月 - 1996年9月
月曜日-金曜日 23:00 - 23:30
1996年10月 - 1998年4月3日
月曜日-木曜日 23:00 - 23:20、金曜日 22:50 - 23:15

## 主なコーナー
ピークイズ→ニューピークイズ
ピー音でマスクされた言葉が何かを当てるものだが、出されるヒントは問題の答えが下ネタと勘違いさせるようなものが多かった。
友達100人出来るかな？
チャレンジ98 勇気100%
おもろいヤツ対決
…等